# Cederhielm
Cederhielm var en svensk adlig och senare friherrlig ätt, med samma ursprung som ätten Gyllenpalm.

## Historik
Släkten härstammar från en bonde Olof, som inkom till Sverige från Bendstrups by, Hulsaagers socken, Jylland 1615. Dennes son Johan Olofsson, som inkom samma år tillsammans med riksrådet Claes Bjelke, blev borgmästare i Sala stad, faktor över alla tyska hantverkare i staden, bruksarrendator och lagförare över Västdalarna och Järnbergslagen. Hans andra hustru var Elisabeth Palma, dotter till prosten och kyrkoherden i Torstuna, hovpredikanten sedermera superintendenten Jonas Germundi Palma. I andra äktenskapet föddes två söner, Johan, adlad Gyllenpalm, och Germund.
Denne Germund var landshövding. Han adlades 1668 på namnet Cederhielm och introducerades samma år (nummer saknas), och upphöjdes 1718 till friherre samt introducerades på nummer 134. Hans hustru var Maria Christoffersdotter Stenqvist, dotter till Christophorus Siggonis som enligt Johannes Bureus släkttavlor skulle ha tillhört Bureätten och vara bror till den Anders Siggesson som adlades Falkengren, något som dock inte stämmer. Hennes mor tillhörde samma släkt som Palmstjerna och Schillerfelt och som hennes ingifta faster.

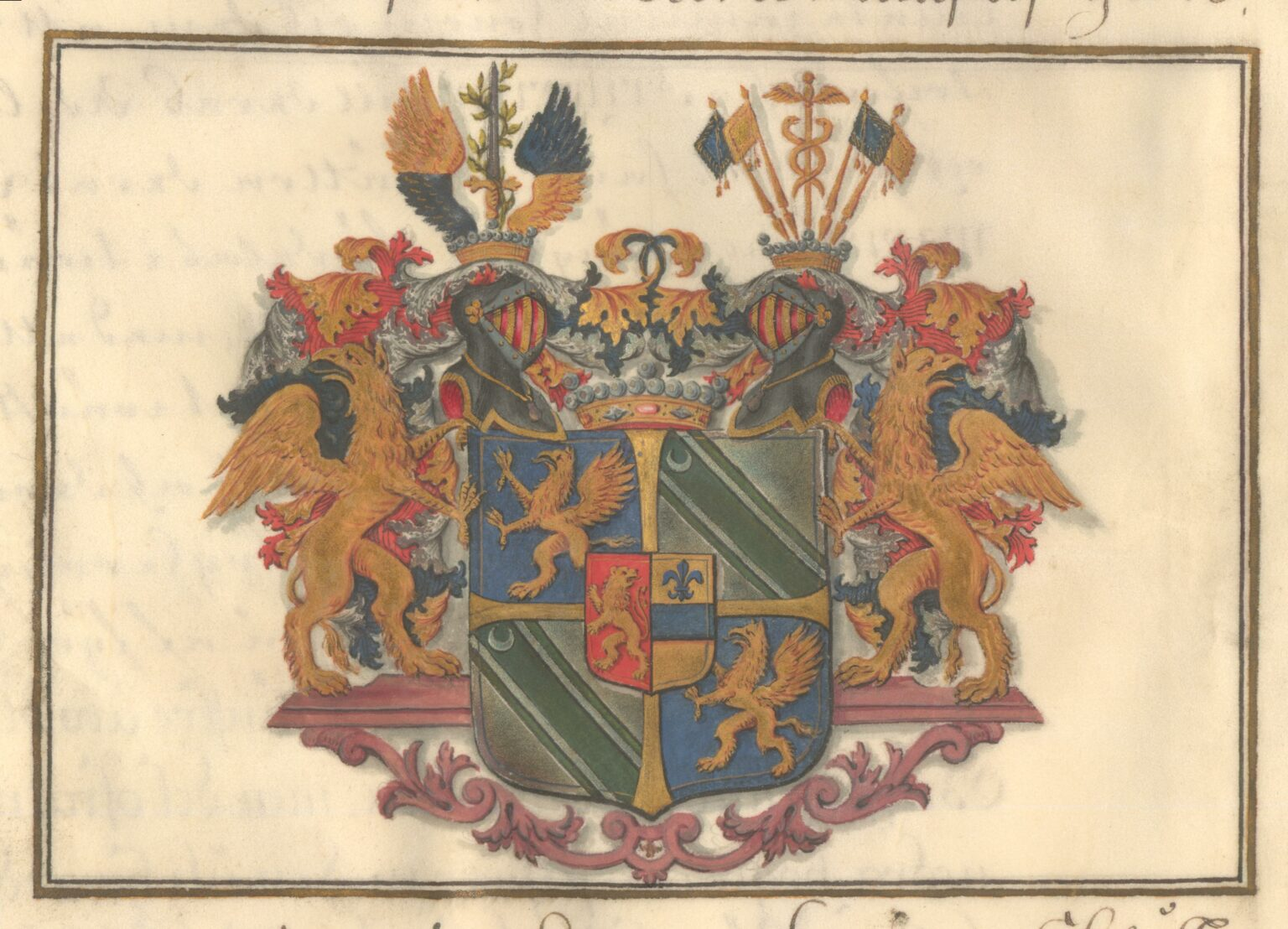
Geemund Cederhielms friherrebrev från 1718.

I äktenskapet föddes fyra söner och fyra döttrar. Dottern Anna var gift med en kyrkoherde Brinck, dottern Maria blev stammoder till hela ätten Löwenhjelm, dottern Ebba gifte sig Falkengren, och Brita Dannerhjelm. Två söner avled ogifta. Äldste sonen Germund Cederhielm d.y.  var president i Göta hovrätt. Två söner hamnade i Paris där en sköt sig till döds och den andra, Carl Gustaf Cederhielm, på grund av fordringar hölls kvar på livstid.
Germund Cederhielms yngste son Josias Cederhielm var riksråd och ambassadör. Han var gift med Anna Åkerhjelm och fick med henne sonen Carl Wilhelm som var kammarherre, och gift med Anna Margareta von Strokirch. Deras ättegren slocknade på svärdssidan med deras son kommerserådet Josias Carl Cederhielm, som var gift med Catharina Margareta Tigerhjelm. Josias Carl Cederhielm inrättade ett fideikommiss åt sin dotter Maria Ulrica, vars andra make var överste Robert Montgomery, vars ätt därefter kallade sig Montgomery-Cederhielm.
Ätten i helhet slocknade på svärdssidan med huvudmannagrenen, och en av rikets herrar Germund Ludvig Cederhielm  som upphöjdes till greve 1822 men aldrig tog introduktion och avled ogift 1841.

## Personer ur ätten

### Alfabetiskt ordnade
- Carl Gustaf Cederhielm (1693–1740), diplomat och poet
- Carl Wilhelm Cederhielm (1705–1769), politiker och naturforskare
- Erik Germund Cederhielm (1685–1743), lagman
- Erik Julius Cederhielm (1729–1793), generalmajor
- Germund Cederhielm den äldre (1635–omkring 1722), ämbetsman
- Germund Cederhielm den yngre (1661–1741), landshövding och hovrättspresident
- Germund Carl Cederhielm (1717–1789), landshövding, hovrättspresident och riksdagsman
- Germund Ludvig Cederhielm (1755–1841), militär och diplomat
- Josias Cederhielm (1673–1729), ämbetsman och politiker
- Josias Carl Cederhielm (1734–1795), politiker och nationalekonom

### Kronologiskt ordnade
- Germund Cederhielm den äldre (1635–omkring 1722), ämbetsman
- Germund Cederhielm den yngre (1661–1741), landshövding och hovrättspresident
- Josias Cederhielm (1673–1729), ämbetsman och politiker
- Erik Germund Cederhielm (1685–1743), lagman
- Carl Gustaf Cederhielm (1693–1740), diplomat och poet
- Carl Wilhelm Cederhielm (1705–1769), politiker och naturforskare
- Germund Carl Cederhielm (1717–1789), landshövding, hovrättspresident och riksdagsman
- Erik Julius Cederhielm (1729–1793), generalmajor
- Josias Carl Cederhielm (1734–1795), politiker och nationalekonom
- Germund Ludvig Cederhielm (1755–1841), militär och diplomat